# 林學曾
林學曾（1547年—1634年），字志唯，號省庵，福建泉州府晉江縣人，明朝政治人物。

## 生平
萬曆十六年（1588年）戊子科福建鄉試舉人，萬曆二十年（1592年）壬辰科三甲第十六名進士。刑部觀政，授嚴州府推官，二十三年調杭州府，丁憂歸。二十六年補江西南康府推官，獲得當地鄉民讚譽，把他跟李應升並稱，「前林後李，清和無比。」二十八年擢吏部主事，三十年升员外郎，本年升稽勋司郎中，三十一年調验封司，给假。三十四年八月補原职，三十五年調考功司，本年九月調文選司郎中，三十六年养病。四十二年三月起用為太常寺添注少卿，四十五年五月升左通政，署掌印务。泰昌元年（1620年）升太常寺卿，天啟二年二月升南京通政使，三年八月升南京户部右侍郎，改禮部右侍郎，多次上疏乞休，五年三月加戶部尚書致仕。卒年八十八。

## 家族
曾祖林英，生员；祖父林文明，廪生；父林敦忠，兴化府教授。子林维造。